# Dangerous Laughter: Thirteen Stories
Dangerous Laughter: Thirteen Stories är en novellsamling inom genren magisk realism av den amerikanske författaren Steven Millhauser, utgiven 2008 av Alfred A. Knopf. Berättelserna i boken är uppdelade i fyra olika avdelningar med olika teman. Novellerna spänner över märkliga och suggestiva skeenden i mellanmänskliga relationer till fantastiska och udda konstruktioner och platser, samt de visionärer som skapar och befolkar dem. 

## Innehåll

### Opening Cartoon
- "Cat 'n' Mouse"

### Vanishing Acts
- "The Disappearance of Elaine Coleman"
- "The Room in the Attic"
- "Dangerous Laughter"
- "History of a Disturbance"

### Impossible Architectures
- "The Dome"
- "In the Reign of Harad IV"
- "The Other Town"
- "The Tower"

### Heretical Histories
- "Here at the Historical Society"
- "A Change in Fashion"
- "A Precursor of the Cinema"
- "The Wizard of West Orange"